# Kanton Montredon-Labessonnié
Der Kanton Montredon-Labessonnié war bis 2015 ein französischer Kanton im Arrondissement Castres, im Département Tarn der Region Midi-Pyrénées. Hauptort war Montredon-Labessonnié. Vertreter im Generalrat des Départements war zuletzt von 2004 bis 2015 Jacques Bourges (DVD).
Der Kanton war 175,29 km² groß und hatte 2666 Einwohner, was einer Bevölkerungsdichte von 15 Einw./km² entsprach. Im Mittel lag er 558 Meter über Normalnull, zwischen 196 und 711 Meter. 

## Gemeinden
Der Kanton bestand aus folgenden vier Gemeinden:
| Gemeinde              | Einwohner Jahr | Fläche km² | Bevölkerungsdichte | Code INSEE | Postleitzahl |
| --------------------- | -------------- | ---------- | ------------------ | ---------- | ------------ |
| Arifat                | 144 (2013)     | 20,28      | 7 Einw./km²        | 81017      | 81360        |
| Montredon-Labessonnié | 2.076 (2013)   | 110,88     | 19 Einw./km²       | 81182      | 81360        |
| Mont-Roc              | 188 (2013)     | 14,18      | 13 Einw./km²       | 81183      | 81120        |
| Rayssac               | 250 (2013)     | 29,95      | 8 Einw./km²        | 81221      | 81330        |